# آدم جي. سيمون
آدم جي. سيمون (بالإنجليزية: Adam G. Simon)‏ هو ممثل أمريكي، ولد في 13 مارس 1977 في الولايات المتحدة.

## وصلات خارجية
- آدم جي. سيمون على موقع IMDb (الإنجليزية)
- آدم جي. سيمون على موقع قاعدة بيانات الفيلم (الإنجليزية)
- آدم جي. سيمون على موقع كينوبويسك (الروسية)